# Louis L'Épine
Pour les articles homonymes, voir L'Épine.
Louis Placide L'Épine, né à Paris (ancien 8e arrondissement) le 21 février 1848 et mort à Paris 10e le 30 mai 1921, est un sculpteur français.

## Biographie
Louis L'Épine est l'élève du graveur Jules Gabriel Levasseur (1823 - après 1898) et du sculpteur Joseph Osbach (mort en 1898). Il expose au Salon de 1880 un portrait en médaillon en plâtre d’Henri Tresca, directeur du Conservatoire national des arts et métiers de Paris. Il réalise un Portrait d’Alfred Meyer en bois. Au Salon de 1881, il envoie deux portraits en médaillons en plâtre, ceux d’Antide Martin et de Monsieur Crick.
Il demeurait au no 62 rue de La Rochefoucauld à Paris en 1880, plus tard au 13 rue de l'Étoile en 1902.